# Joseph Mawaye
Joseph Désiré Mawaye, znany również jako Desire Yosuef (ur. 14 maja 1986 w Duali) – kameruński piłkarz występujący na pozycji napastnika.

## Kariera
Mawaye na początku swojej kariery grał w Dreams FC i Kadji Sports Academy. W 2006 roku trafił do Anderlechtu, gdzie występował tylko w rezerwach zespołu. W rundzie wiosennej sezonu 2007/2008 został zawodnikiem Kasımpaşa S.K. Zadebiutował w nim 10 lutego 2008 roku w spotkaniu z BB Ankaraspor, a następnie regularnie pojawiał się na boisku w wyjściowym składzie. Zdobył również dwie bramki, a jego drużyna spadła do drugiej ligi. W kolejnych rozgrywkach Mawaye zagrał w 17 ligowych pojedynkach, w których strzelił cztery gole. Po zakończeniu sezonu został wolnym zawodnikiem. W styczniu 2010 roku Kameruńczyk przyjechał na testy do Arki Gdynia i 5 lutego podpisał kontrakt z polskim klubem.
Mawaye występował w reprezentacjach Kamerunu U–17 i U–19. Brał udział w mistrzostwach świata do lat 17 w 2003 roku, gdzie zdobył dwie bramki (przeciwko Jemenowi oraz Brazylii), zaś jego drużyna nie wyszła z grupy.